# Phil Spector/Diskografie
Diese Diskografie ist eine Übersicht über die musikalischen Werke des US-amerikanischen Musikproduzenten Phil Spector. Bei der Musik war Spector hauptsächlich als (Co-)Produzent beteiligt. Den Schallplattenauszeichnungen zufolge hat er bisher mehr als 760.000 Tonträger verkauft, davon alleine in seiner Heimat über 500.000. Seine erfolgreichste Veröffentlichung ist das Album Back to Mono (1958–1969) mit über 500.000 verkauften Einheiten.

## Albumproduktionen
| Jahr | Titel                                                                                             | Band / Künstler |
| ---- | ------------------------------------------------------------------------------------------------- | --- |
| 1959 | The Teddy Bears Sing!                                                                             | The Teddy Bears |
| 1962 | Twist Uptown                                                                                      | The Crystals |
| 1963 | A Christmas Gift for You from Philles Records (in Deutschland als Phil Spector’s Christmas Album) | Darlene Love, The Ronettes, Bob B. Soxx & The Blue Jeans, The Crystals |
| 1963 | He’s a Rebel                                                                                      | The Crystals |
| 1963 | Zip-A Dee-Doo-Dah                                                                                 | Bob B. Soxx & the Blue Jeans |
| 1963 | Philles Records Presents Today’s Hits                                                             | The Crystals, The Ronettes, Bob B. Soxx & The Blue Jeans, Darlene Love, The Alley Cats |
| 1963 | The Crystals - The Crystals Sing The Greatest Hits, Vol. 1                                        | The Crystals (8 Songs), The Ronettes (4 Songs) |
| 1964 | Presenting the Fabulous Ronettes Featuring Veronica                                               | The Ronettes |
| 1965 | You’ve Lost That Lovin’ Feelin’                                                                   | The Righteous Brothers |
| 1965 | Just Once in My Life                                                                              | The Righteous Brothers |
| 1966 | River Deep - Mountain High                                                                        | Ike & Tina Turner |
| 1966 | Back to Back                                                                                      | The Righteous Brothers |
| 1969 | Love Is All We Have to Give                                                                       | Sonny Charles und die Checkmates, Ltd. |
| 1970 | Let It Be                                                                                         | The Beatles |
| 1970 | All Things Must Pass                                                                              | George Harrison |
| 1970 | Plastic Ono Band                                                                                  | John Lennon und The Plastic Ono Band |
| 1971 | Imagine                                                                                           | John Lennon und The Plastic Ono Band mit den Flux Fiddlers |
| 1971 | The Concert for Bangladesh                                                                        | George Harrison mit Freunden |
| 1972 | Some Time in New York City                                                                        | John Lennon und Yoko Ono mit den Elephant’s Memory und den Invisible Strings |
| 1975 | Rock ’n’ Roll                                                                                     | John Lennon |
| 1975 | Born to Be with You                                                                               | Dion DiMucci |
| 1977 | Death of a Ladies’ Man                                                                            | Leonard Cohen |
| 1980 | End of the Century                                                                                | Ramones |
| 1981 | Season of Glass                                                                                   | Yoko Ono |
| 1986 | Menlove Ave.                                                                                      | John Lennon |
| 1991 | Back to Mono (1958–1969)                                                                          | The Teddy Bears, Darlene Love, The Ronettes Featuring Veronica, Bob B. Soxx & The Blue Jeans, The Crystals, The Righteous Brothers, Ike & Tina Turner, Ray Peterson, Ben E. King, Curtis Lee, Gene Pitney, The Paris Sisters, The Alley Cats, The Treasures, The Modern Folk Quartet, Sonny Charles And The Checkmates Ltd. |
| 2003 | Silence Is Easy                                                                                   | Starsailor |

## Singleproduktionen
| Jahr | Titel                                                 | Interpretation                 |
| ---- | ----------------------------------------------------- | ------------------------------ |
| 1958 | To Know Him Is to Love Him                            | The Teddy Bears                |
| 1961 | Corrina, Corrina                                      | Ray Peterson                   |
| 1961 | Pretty Little Angel Eyes                              | Curtis Lee                     |
| 1961 | Every Breath I Take                                   | Gene Pitney                    |
| 1961 | I Love How You Love Me                                | The Paris Sisters              |
| 1961 | Under The Moon Of Love                                | Curtis Lee                     |
| 1962 | There’s No Other (Like My Baby)                       | The Crystals                   |
| 1962 | I Could Have Loved You So Well                        | Ray Peterson                   |
| 1962 | Uptown                                                | The Crystals                   |
| 1962 | He Knows I Love Him Too Much                          | The Paris Sisters              |
| 1962 | Let Me Be the One                                     | The Paris Sisters              |
| 1962 | Second Hand Love                                      | Connie Francis                 |
| 1962 | He’s a Rebel                                          | The Crystals                   |
| 1963 | Zip-A-Dee-Doo-Dah                                     | Bob B. Soxx & the Blue Jeans   |
| 1963 | He’s Sure The Boy I Love                              | The Crystals                   |
| 1963 | Puddin N’ Tain (Ask Me Again, I’ll Tell You the Same) | The Alley Cats                 |
| 1963 | Why Do Lovers Break Each Other’s Hearts               | Bob B. Soxx and the Blue Jeans |
| 1963 | (Today I Met) The Boy I’m Gonna Marry                 | Darlene Love                   |
| 1963 | Da Doo Ron Ron (When He Walked Me Home)               | The Crystals                   |
| 1963 | Not Too Young to Get Married                          | Bob B. Soxx and the Blue Jeans |
| 1963 | Then He Kissed Me                                     | The Crystals                   |
| 1963 | Wait ’Til My Bobby Gets Home                          | Darlene Love                   |
| 1963 | Be My Baby                                            | The Ronettes                   |
| 1963 | A Fine Fine Boy                                       | Darlene Love                   |
| 1963 | Christmas (Baby, Please Come Home)                    | Darlene Love                   |
| 1964 | Baby, I Love You                                      | The Ronettes                   |
| 1964 | (The Best Part Of) Breakin’ Up                        | The Ronettes                   |
| 1964 | Do I Love You?                                        | The Ronettes                   |
| 1964 | Walking in the Rain                                   | The Ronettes                   |
| 1965 | You’ve Lost That Lovin’ Feelin’                       | The Righteous Brothers         |
| 1965 | Just Once in My Life                                  | The Righteous Brothers         |
| 1965 | Unchained Melody                                      | The Righteous Brothers         |
| 1966 | Ebb Tide                                              | The Righteous Brothers         |
| 1966 | River Deep – Mountain High                            | Ike & Tina Turner              |
| 1969 | Love Is All I Have to Give                            | The Checkmates Ltd.            |
| 1969 | Black Pearl                                           | The Checkmates, Ltd.           |
| 1969 | Proud Mary                                            | The Checkmates, Ltd.           |
| 1970 | Instant Karma!                                        | John Lennon                    |
| 1970 | The Long and Winding Road / For You Blue              | The Beatles                    |
| 1970 | My Sweet Lord                                         | George Harrison                |
| 1971 | What Is Life                                          | George Harrison                |
| 1971 | Power to the People                                   | John Lennon/Plastic Ono Band   |
| 1971 | Try Some, Buy Some                                    | Ronnie Spector                 |
| 1971 | Bangla-Desh                                           | George Harrison                |
| 1971 | Imagine                                               | John Lennon                    |
| 1979 | Rock ’n’ Roll High School                             | Ramones                        |
| 1980 | Baby, I Love You                                      | Ramones                        |
| 1980 | Do You Remember Rock ’n’ Roll Radio?                  | Ramones                        |
| 1990 | Unchained Melody                                      | The Righteous Brothers         |
| 2003 | Silence Is Easy                                       | Starsailor                     |

## Auszeichnungen für Musikverkäufe
| Silberne Schallplatte - Vereinigtes Königreich - 1977: für das Album Phil Spector’s Echoes of the 60’s Goldene Schallplatte - Vereinigte Staaten - 1992: für das Album Back to Mono (1958–1969) - Vereinigtes Königreich - 1983: für das Album Phil Spector’s Greatest Hits/Christmas Album - 1993: für das Album Christmas Gift for You |

Anmerkung: Auszeichnungen in Ländern aus den Charttabellen bzw. Chartboxen sind in ebendiesen zu finden.
| Land/RegionAuszeichnungen für Musikverkäufe (Land/Region, Auszeichnungen, Verkäufe, Quellen) | Silber  | Gold     | Platin | Verkäufe | Quellen   |
| -------------------------------------------------------------------------------------------- | ------- | -------- | ------ | -------- | --------- |
| Vereinigte Staaten (RIAA)                                                                    | —       | Gold1    | —      | 500.000  | riaa.com  |
| Vereinigtes Königreich (BPI)                                                                 | Silber1 | 2× Gold2 | —      | 260.000  | bpi.co.uk |
| Insgesamt                                                                                    | Silber1 | 3× Gold3 | —      |          |           |